# 태풍 밤꼬 (2020년)
2020년 제22호 태풍 밤꼬(Vamco) 또는 필리핀명 태풍 율리시스(Ulysses)는 필리핀에 상륙하여 매우 큰 피해를 입힌 SSHS 4등급의 태풍이다. 밤꼬는 베트남에서 제출한 이름으로 베트남 남부에 위치한 강을 뜻한다.

## 태풍의 진행

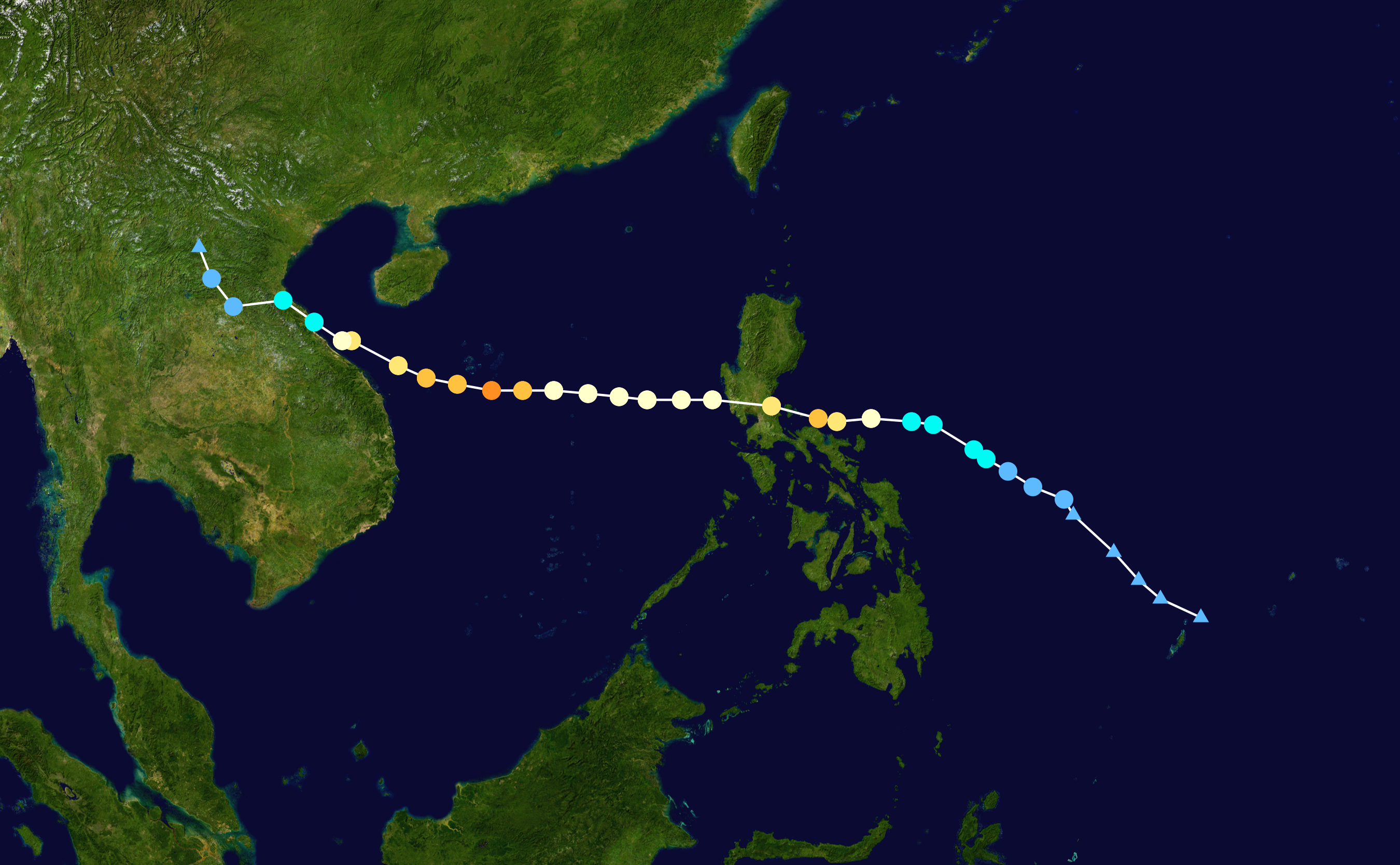
태풍 밤꼬의 경로

태풍 밤꼬는 11월 9일 15시에 중심기압 1002hPa, 최대풍속 18m/s, 강풍 반경 390km의 열대폭풍으로 필리핀 마닐라 동남동쪽 약 1,060km 부근 해상에서 발생하였다.(일본 기상청 태풍정보 속보치 기준) 발생 이후 서북서~서진하며 빠르게 발달해서 11월 2일 3시에 중심기압 970hPa, 최대풍속 36m/s(일본 기상청 태풍정보 속보치 기준)의 세력으로 필리핀 루손섬에 상륙하였다. 필리핀 상륙 이후 육상마찰로 인해 다소 약화된 상태로 남중국해에 진출한 이후 서진하면서 낮은 연직시어로 인해 급발달해서 11월 14일 9시에 베트남 다낭 동쪽 약 330km 부근 해상(남중국해)에서 중심기압 950hPa, 최대풍속 44m/s의 세력 '매우 강'의 태풍으로 최성기를 맞이하였다.(일본 기상청 태풍정보 속보치 기준) 최성기 이후 서북서진하며 대륙으로부터 유입되는 건조한 공기로 인해 서서히 약화되면서 베트남에 접근하였고, 11월 15일 18시에 중심기압 1002hPa, 최대풍속 21m/s(일본 기상청 태풍정보 속보치 기준)의 세력으로 베트남에 상륙하였다. 베트남 상륙 이후 육상마찰로 인해 급약화되어서 한국 기상청 기준으로는 11월 15일 21시에 베트남 다낭 북서쪽 약 360km 부근 육상에서 중심기압 1006hPa의 열대저압부로 소멸하였다. 일본 기상청 기준으로는 11월 16일 0시에 베트남 다낭 북서쪽 약 403km 부근 육상(라오스)에서 중심기압 1012hPa의 열대저압부로 소멸하였다.

## 피해
2020년 11월 14일 기준으로 필리핀의 국가 재난 위험 경감 관리 협의회에서 태풍으로 인해 67명이 사망하고 12
명이 실종되었다고 보고하였다. 그러나 다른 정부 기관들은 최소 20명이 실종되고 43명에 이르는 사망자가 발생하였다고 보고하였다.

## 같이 보기
- 2020년 태풍